# Nāḩiyat Markaz Dārayyā
Nāḩiyat Markaz Dārayyā (arabiska: ناحية مركز داريا) är ett subdistrikt i Syrien.   Det ligger i provinsen Rif Dimashq, i den sydvästra delen av landet, 10 km sydväst om huvudstaden Damaskus.
Runt Nāḩiyat Markaz Dārayyā är det i huvudsak tätbebyggt. Runt Nāḩiyat Markaz Dārayyā är det ganska tätbefolkat, med 75 invånare per kvadratkilometer.